# Ombîș, Borzna
Ombîș (în ucraineană Омбиш) este o comună în raionul Borzna, regiunea Cernihiv, Ucraina, formată numai din satul de reședință.

## Demografie
Componența lingvistică a comunei Ombîș
     Ucraineană (99,28%)
     Alte limbi (0,72%)
Conform recensământului din 2001, majoritatea populației comunei Ombîș era vorbitoare de ucraineană (99,28%), existând în minoritate și vorbitori de alte limbi.